# Льюїс Гайн
Лью́їс Ві́кес Га́йн (англ. Lewis Wickes Hine; нар.26 вересня 1874 — †3 листопада 1940) — американський фотограф.

## Раннє життя
Народився у м. Ошкош, штат Вісконсин, в 1874 році. Коли Гайну було 18 років, його батько загинув в аварії.
Хайн вивчав соціологію в Університеті Чикаго та Колумбійському університеті, після чого працював учителем у Нью-Йорку, в Школі культури та етики.
Фотографувати Льюїс Гайн почав у 1905 році, коли зробив знімки імігрантів, які прибували на острів Елліс (Нью-Йорк) (Ellis Island), на якому розташовувалась іміграційна служба федерального уряду. Перші його знімки розповідали про важку долю іммігрантів, показували їхню вбогість, розгубленість. Журнали охоче друкували роботи Гайна.
Натхненний успіхом Гайн пішов зі школи й став професійним фотографом.

## Фотожурналістика

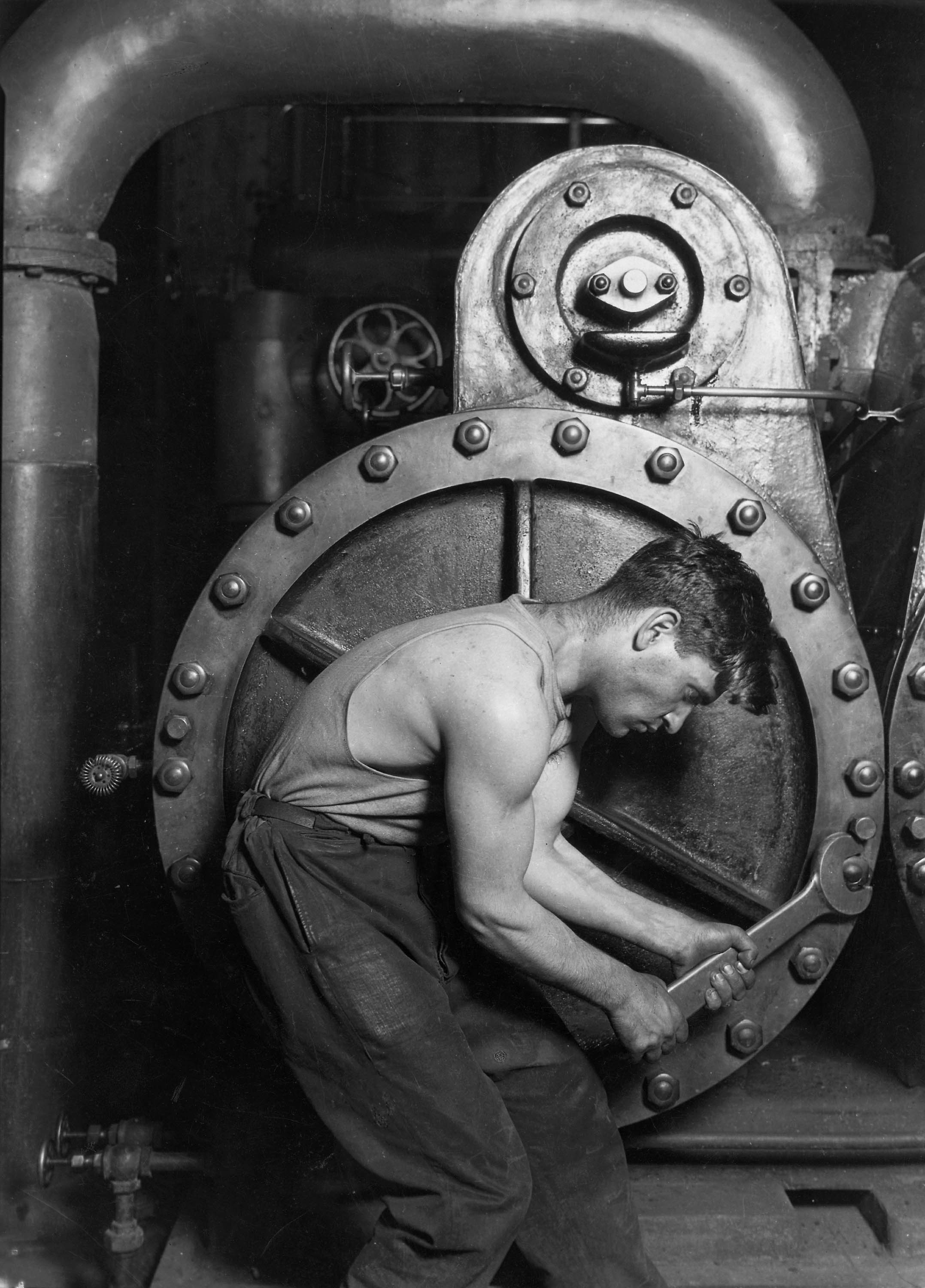
Механік працює з паровим насосом, 1920 рік

В 1908 році Льюїс Гайн стає штатним фотографом американського Національного Комітету Дитячої Праці
(National Child Labor Committee), що почав першу в історії США кампанію проти експлуатації дітей на виробництві.
Він їздив по всій території США, і фотографував малолітніх робітників — шахтарів, ткачів, портових вантажників, кочегарів на заводах й фабриках де використалася дитяча праця. Фотографії Льюїса Гайна були надзвичайно популярні.
З них виготовляли слайди для лекцій і величезні плакати, їх друкували в журналах, брошурах, книгах.

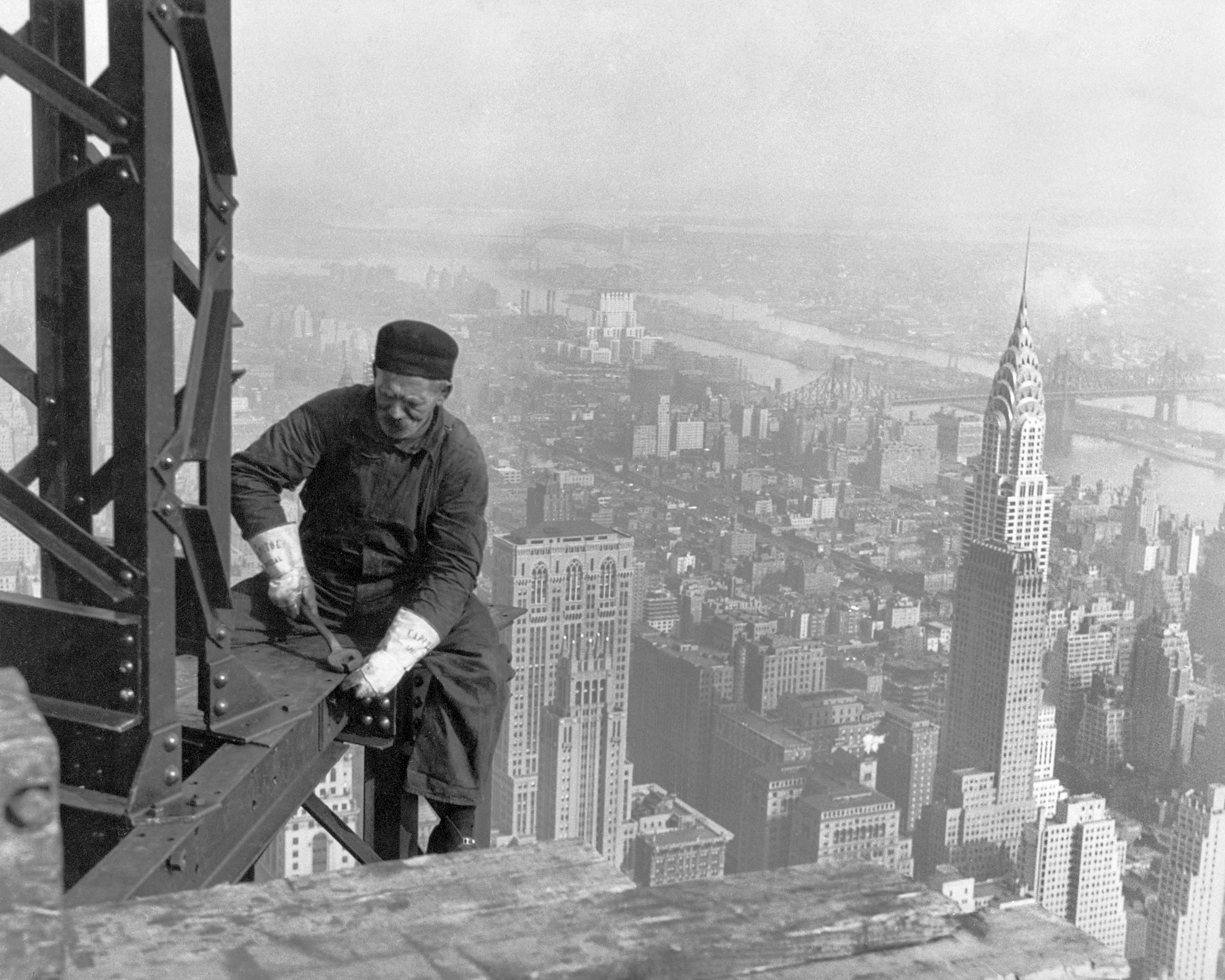
Будівництво Empire State Building. Нью-Йорк. 1930

В 1920-х й 1930-х роках Гайн продовжував висвітлювати життя робітничого класу Америки.
Найбільш відомі його роботи цього часу — серія фотографій, присвячена будівництву
102-поверхового хмарочоса Емпайр-Стейт-Білдинг у Нью-Йорку. В яких він фотографував робітників, які без використання будь-якої страховки монтували сталевий каркас будівлі.
Ці роботи вже не відбивають важке становище робітничого класу, а просочені гордістю
за досягнення американських будівельників. Більше уваги фотограф став приділяти побудові й композиції кадру.
Льюїс Гайн помер в 1940 році, у 66-літньому віці у Hastings-on-Hudson, Нью-Йорк.

## Примітні фотографії
- Steam Fitter, 1920.
- Workers, Empire State Building, 1931.
- Child Labor: Girls in Factory, 1908.